# Hellyethira kukensis
Hellyethira kukensis är en nattsländeart som beskrevs av Wells 1991. Hellyethira kukensis ingår i släktet Hellyethira och familjen smånattsländor. Inga underarter finns listade i Catalogue of Life.